# Caledonian Road (stanice metra v Londýně)
Caledonian Road je stanice londýnského metra, otevřená 15. prosince 1906. Nachází se v přepravní zóně 2 a leží na lince :
- Piccadilly Line (mezi stanicemi King's Cross St. Pancras a Holloway Road)

| Rok  | Počet cestujících |
| ---- | ----------------- |
| 2011 | 5,27 mil          |
| 2012 | 5,25 mil          |
| 2013 | 5,94 mil          |
| 2014 | 6,00 mil          |